# 교황 그레고리오 11세
교황 그레고리오 11세(라틴어: Gregorius PP. XI, 이탈리아어: Papa Gregorio XI)는 제201대 교황(재위: 1371년 1월 5일 - 1378년 3월 27일)이다. 본명은 피에르 로제 드 보포르(프랑스어: Pierre Roger de Beaufort)이다. 그는 아비뇽 유수 시절의 7번째이면서 마지막 교황이며 또한 프랑스 출신으로서도 마지막 교황이기도 하다.

## 생애
1329년 프랑스의 리무쟁에서 교황 클레멘스 6세의 조카로 태어났다. 1348년 5월 19세에 추기경이 된 후 이탈리아의 페루자에서 법학을 공부하였다. 그는 1370년 소집된 콘클라베에서 교황 우르바노 5세의 뒤를 이어 교황으로 선출되었다.
그의 재위 중에 독일과 잉글랜드 및 기타 유럽 지역에서는 화형과 재산 몰수 등 롤라드파에 대한 강력한 조치들이 취해졌다. 그리고 성지 순례자들에게 수수료를 징수하거나 가짜 성해를 전시하는 등 여러 수도원들의 부패한 관행을 타파하고 개혁하려는 노력이 이루어졌다.
그레고리오 11세는 1372년 8월 20일 빌르뇌브레아비뇽에서 시칠리아와 나폴리 간에 맺어진 빌뇌브 조약을 확인하고 승인하였는데, 이는 교황의 봉지(封地)였던 두 왕국들의 영구적인 화해를 가져왔다.
존 위클리프는 교회 관련 문제에 있어서 19가지 개혁 조항을 담은 《시민 주권》을 집필했고, 요한네스 클렌코크는 《작센슈피겔》 법전에 반대하며 21가지 개혁안을 제안한 글(Decadicon)을 썼다. 요한네스 클렌코크의 글은 1370년대 초에 프랑스 교회법학자이자 추기경인 피에르 드 라 베르뉴가 그레고리오 11세에게 제출했다. 그레고리오 11세는 공식적으로 《작센슈피겔》의 14개 조항과 위클리프가 쓴 《시민 주권》의 19개 제안을 단죄했다.
시에나의 가타리나의 호소와 충고를 들은 그는 로마로 돌아가기로 결심했다. 이미 그레고리오 11세의 전임자인 우르바노 5세가 한 번 로마로 귀환하려고 시도했지만, 백년 전쟁의 여파로 알프스 북쪽으로 되돌아갈 수 밨에 없었다. 로마로 돌아가려는 그레고리오 11세의 계획은 교황과 피렌체 사이에 벌어진 8성인 전쟁으로 인하여 연기되었다. 교황은 1376년에 피렌체에 성무 금지령을 내렸다. 로마 환도는 1376년 9월 13일에 착수되어 1377년 1월 17일 그레고리오 11세가 로마에 당도하면서 성공적으로 종결되었다. 이로써 아비뇽 유수가 종식되었다.
그레고리오 11세는 오랜 여행으로 인해 기력이 쇠약해져 1378년 3월 27일 로마에서 선종했다. 다음날 그의 유해는 산타 마리아 누오바 성당에 안장되었다. 그레고리오 11세가 선종한 후 추기경단이 콘클라베를 소집했는데, 로마 시민들이 투표장에 난입해 이탈리아 사람을 교황으로 선출하라고 압력을 행사하였다. 그리하여 이탈리아 사람인 교황 우르바노 6세가 선택되었다. 우르바노 6세는 선출된 지 얼마 지나지 않아 추기경들에게 원한을 샀다. 그래서 추기경들은 로마에서 폰디로 물러나 우르바노 6세의 선출을 무효라고 주장하면서 1378년 프랑스 사람인 로베르 드 주네브를 대립교황 클레멘스 7세로 내세워 아비뇽으로 돌아가버렸다.
그 결과 두 명의 교황과 동시에 공존하게 되어 두 교황 가운데 어느 교황이 적법한 교황인지를 확실하게 분간할 수 없는 상황이 되면서 서구 대이교가 일어나게 되었다. 이러한 서방 교회의 분열은 콘스탄츠 공의회(1414-1418)가 소집되기 전까지 완전히 해결되지 않았다. 공의회는 과감히 당시 있던 교황과 대립교황 전부를 퇴위시키고 1417년 교황 마르티노 5세를 선출하였다.

## 같이 보기
- 교황 목록